# Vladimír Klusák (1947)
Ing. Vladimír Klusák (7. srpna 1947 Praha – 27. října 1990 Hostín u Vojkovic) byl český klavírista a hudební skladatel.

## Životopis
Absolvoval strojní fakultu Českého vysokého učení technického v Praze v roce 1970 a stal se na téže škole asistentem. Táhlo ho to však k hudbě, zejména ke jazzu. Od šestnácti let hrál ragtimy Scotta Joplina i dalších jazzových pianistů a ve dvaceti letech se poprvé objevil v televizi. Založil skupinu Swing Quartet, která hrála ve stylu Benny Goodmana (Zdeněk Mayer - klarinet, Ivan Dominák - bicí a František Sojka - vibrafon), se kterou absolvoval řadu koncertů u nás i v zahraničí. Dlouho spolupracoval s Bigbandem Československého rozhlasu.
V letech 1980–1981 studoval skladbu, aranžování, filmovou hudbu a dirigování na Berklee College of Music v Bostonu. Na studia si přivydělával hraním po barech, kde hrával svůj oblíbený ragtime a boogie woogie.
Zemřel 27. října 1990 po nehodě na závěsném kluzáku.

## Dílo
- Klusákovo klavírní umění i hudební dílo je zachyceno na řadě CD (viz např. ).
- Jazz piano I. a II. Panton, 1982

Filmová hudba
- Pasťák (1968)
- Cesta, která vede nikam (TV film)

Jako herec vystoupil ve filmu Píseň o stromu a růži.